# Clerestorium

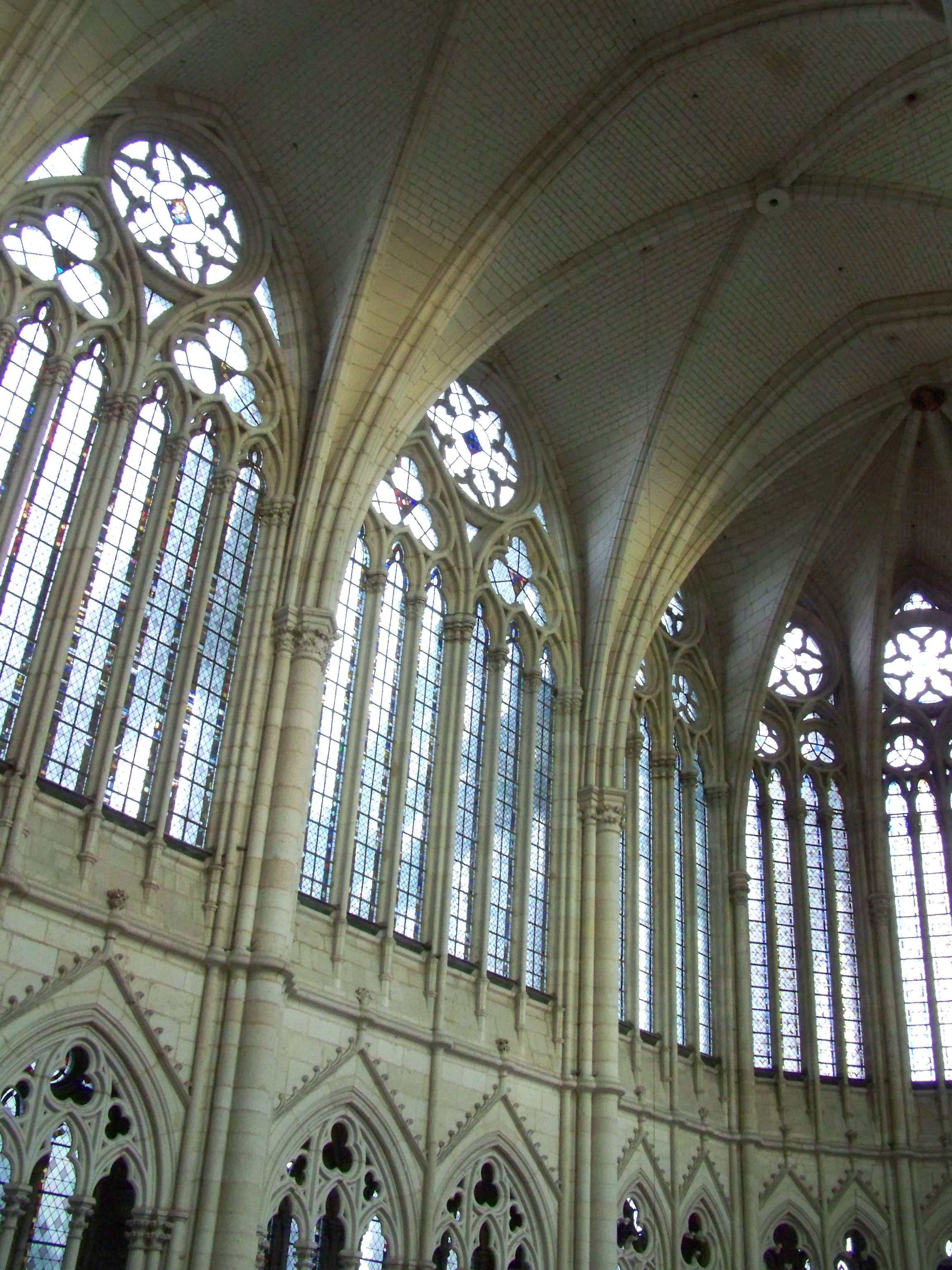
Przykład clerestorium w katedrze w Amiens

Clerestorium – architektoniczny termin oznaczający ścianę z oknami wystawioną ponad dach nawy bocznej, głównie w romańskich lub gotyckich kościołach. Clerestorium zapewnia światło we wnętrzu budowli.

## Przykłady
Clerestorium znajduje się między innymi w takich budowlach jak:
- bazylika św. Jana na Lateranie (Włochy)
- katedra w Amiens (Francja)
- Malmesbury Abbey (Wielka Brytania)
- bazylika w Katowicach Panewnikach (Polska)
- kościół Mariacki w Dortmundzie (Niemcy)
- Santa Fe Opera (Stany Zjednoczone)